# Galen (Adelsgeschlecht)

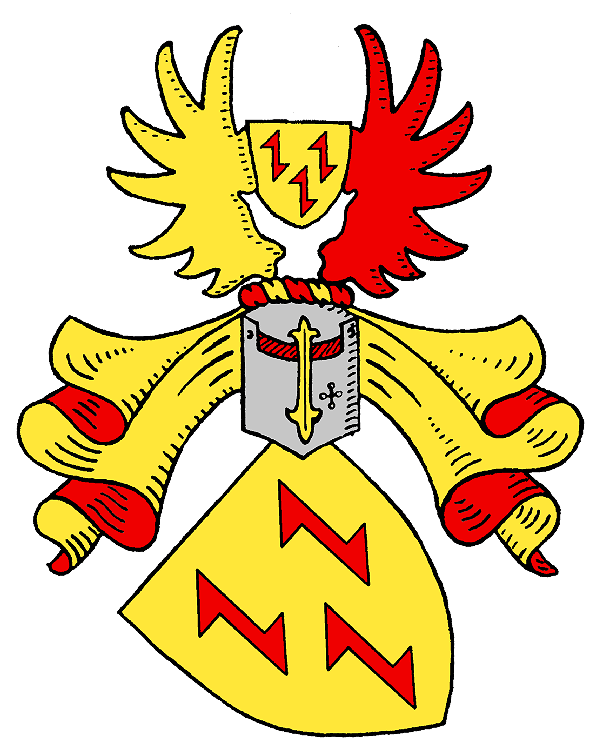
Wappen derer von Galen

Galen ist der Name eines alten westfälischen Adelsgeschlechts. Die Herren von Galen gehören zum Uradel der Grafschaft Mark. Der namensgebende Stammsitz der Familie ist Gahlen, heute ein Ortsteil der Gemeinde Schermbeck im Kreis Wesel. Zweige des Geschlechts bestehen bis heute.

## Geschichte
Das Geschlecht erscheint urkundlich erstmals im Zeitraum 1138–1146 mit Hermann von Galin, die sichere Stammreihe beginnt 1220 mit Rotger von Galen. Bis zur Mitte des 13. Jahrhunderts waren die Herren von Galen Gefolgsleute der Erzbischöfe von Köln. 1256 erschienen sie in Westfalen, auch hier häufig mit dem Vornamen Rotger, als Burgmannen der Grafen von der Mark bei Hamm. Es entwickelten sich mehrere große Linien, unter anderem auf Burg Vellinghausen bei Soest (um 1300 von Rötger von Galen erbaut und bis 1569 im Familienbesitz) und auf Haus Ermelinghof (1410 bis 1781) im südlichen Münsterland, in dem (in Lippborg) auch Haus Assen liegt.

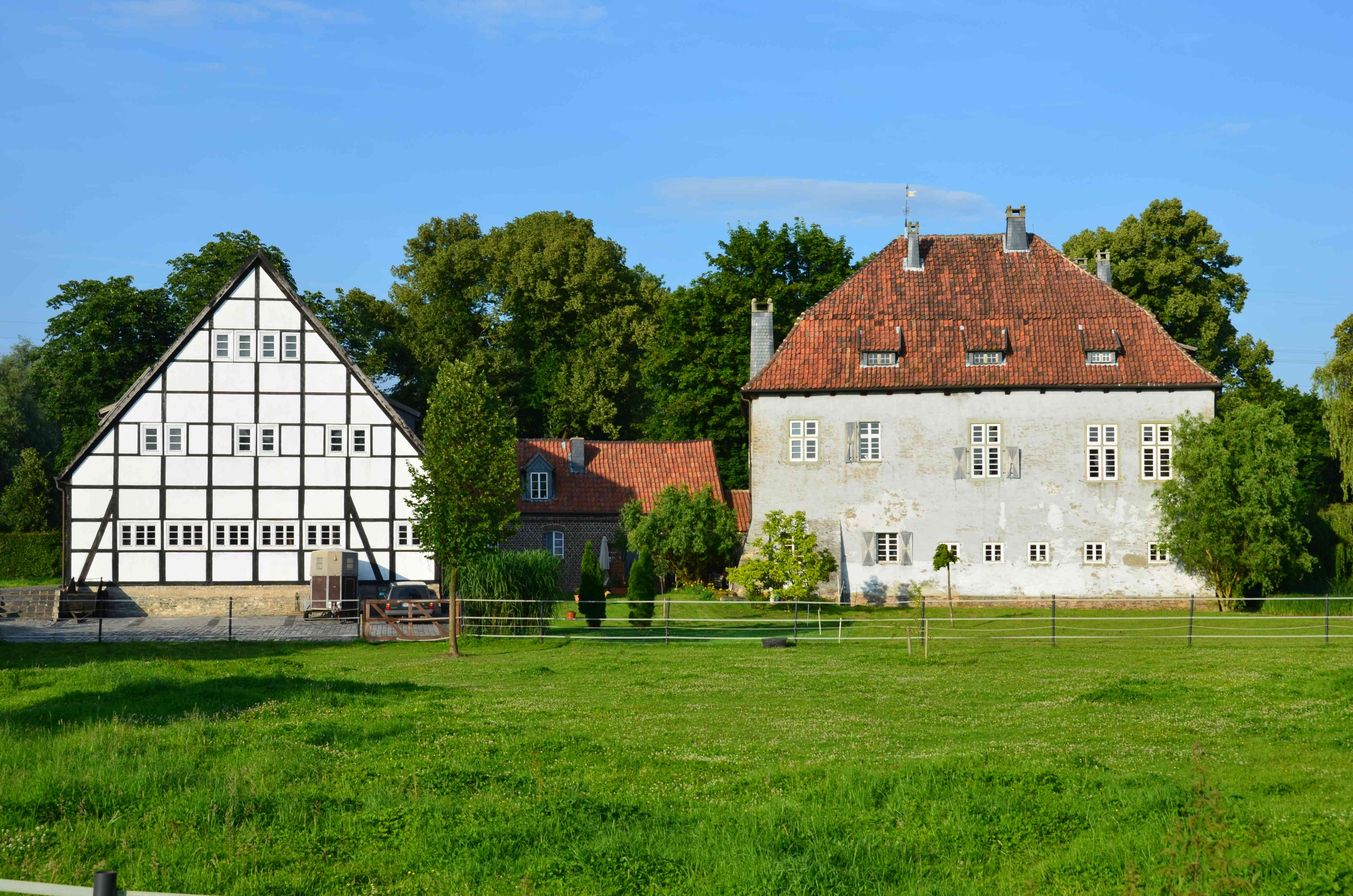
Burg Vellinghausen
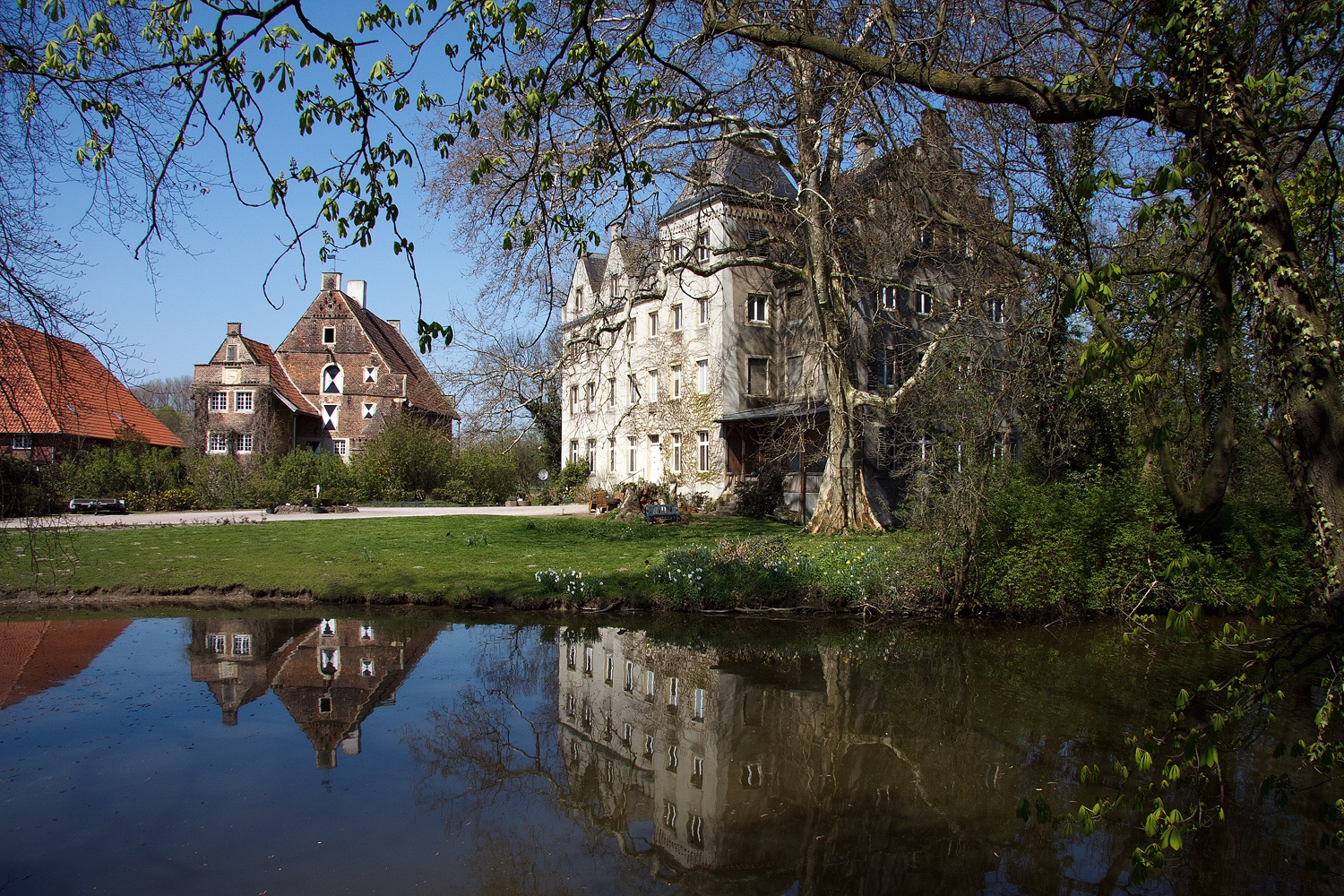
Haus Ermelinghof

Auch in Livland wurden Angehörige sesshaft. Die Zweige zu Lauzen und Kurzum bei Dünaburg aus der Linie zu Vellinghausen-Bisping trugen die kurländische Erbmarschallswürde. Ein Seitenzweig auf Burg Boetzelaer bei Kleve hatte sich schon früh abgetrennt und trägt seit 1256 den Namen von Boetzelaer.
Viele Familienmitglieder dienten als Ordensritter im Deutschen Ritterorden. Von 1551 bis 1557 führte Heinrich von Galen als Landmeister und Reichsfürst den Ordensstaat in Livland. Ein weiterer bedeutender Vertreter aus der Linie Vellinghausen-Bisping war Christoph Bernhard von Galen (* 1606; † 1678). Er war von 1650 bis zu seinem Tod 1678 Fürstbischof von Münster und betrieb die Rekatholisierung des Münsterlandes. Seinem Neffen Franz von Galen verlieh er das Erbkämmereramt des Fürstentums Münster und stiftete zugleich ein Fideikommiss (mit Dinklage) und eine Sekundogenitur (mit Haus Assen bei Lippborg), zu der 1770 noch ein weiterer Familien-Fideikommiss kam.

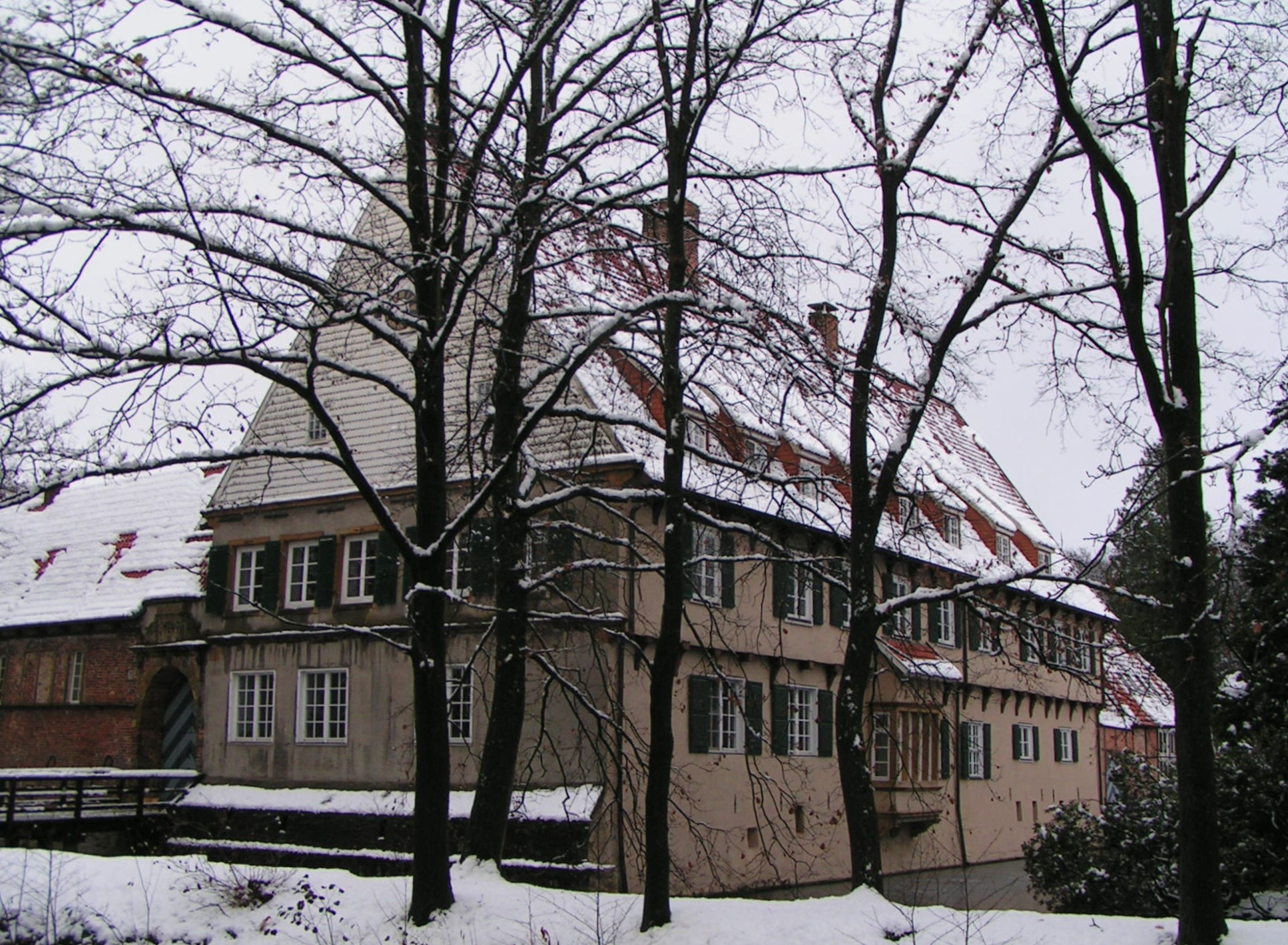
Burg Dinklage

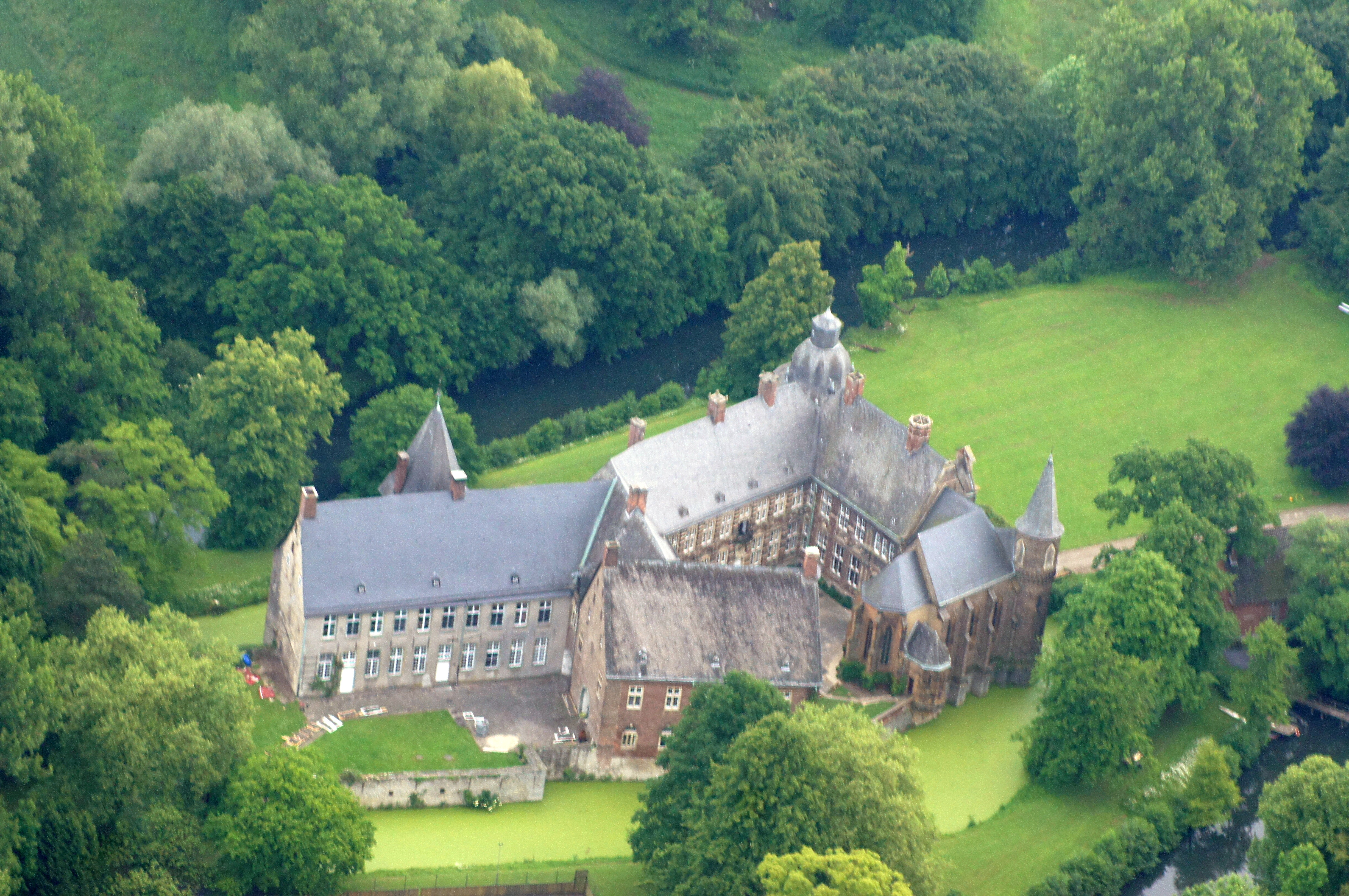
Haus Assen

Heinrich von Galen kaufte, unterstützt von seinem Bruder Christoph Bernhard von Galen, dem Fürstbischof von Münster, 1653 das Haus Assen in Lippetal im Kreis Soest von der Familie Ketteler. Der Fürstbischof wollte mit seinem Bruder einen Vertrauten an der Südgrenze seines Territoriums wissen. Nachdem der Assener Zweig der Familie ausgestorben war, übernahm der aus Dinklage stammende Clemens August Graf von Galen (1748–1820) Haus Assen. Das Schloss war ab 1850 zweiter Wohnsitz der Familie neben Burg Dinklage. Matthias Graf von Galen (1800–1878), Schwager des Mainzer Sozialbischofs Wilhelm Emmanuel von Ketteler, und seine Frau erneuerten Haus Assen von Grund auf und bauten im Jahr 1858 die neogotische Schlosskapelle. Burg Dinklage wurde 1949 von Christoph Bernhard von Galen an Benediktinerinnen verschenkt, die vor dem Zweiten Weltkrieg im Kloster Alexanderdorf gelebt hatten, und in das heutige Kloster Burg Dinklage umgewandelt. Im Jahr 1997 schenkte derselbe Graf Haus Assen dem katholischen Orden Diener Jesu und Mariens.
Im 18. Jahrhundert gehörten die Herren von Galen zur Reichsritterschaft im rheinischen Ritterkreis. Die Linie Ermelinghof erlosch um 1800. Die heute noch existierende Erbkämmerer-Linie wurde 1665 in den Freiherrenstand, (Wien) 1702 in den Reichsgrafenstand erhoben, preußischer Grafenstand 1803.
Clemens August Graf von Galen (* 1878; † 1946) war von 1933 bis 1946 Bischof von Münster. Er wurde 1946 zum Kardinal erhoben und 2005 seliggesprochen.
Die meisten Mitglieder der Familie von Galen standen seit der Gründung des Deutschen Reiches der Deutschen Zentrumspartei nahe. Die Familie stellte auch mehrere Landtagsabgeordnete und Abgeordnete im Reichstag der Kaiserzeit und der Weimarer Republik. Eine Ausnahme bildet Emanuel von Galen, Cousin von Clemens-August und Franz von Galen. Dieser wandte sich 1918 von der Zentrumspartei ab, da deren Politik sich nach Ansicht des standesbewussten Grafen zur Ermöglichung einer Regierungsbildung zu sehr der Politik der Sozialdemokraten angenähert hatte. In der Zeit der Weimarer Republik wandte er sich der Deutschnationalen Volkspartei zu. Im Jahr 1931 wurde er Mitglied der NSDAP. Nach dem Zweiten Weltkrieg wurde Emanuel von Galen Mitglied der Niedersächsischen Landespartei, die sich 1947 in Deutsche Partei umbenannte.
Johanna Gräfin von Westphalen, Tochter von Christoph Bernhard von Galen, war die Gründerin und langjährige Vorsitzende der Organisation Christdemokraten für das Leben (CDL) sowie Vorsitzende der im Jahr 1988 von ihr gegründeten Lebensrechtsbewegung Stiftung Ja zum Leben.

## Wappen
Blasonierung des Stammwappens: In Gold drei (2:1) aufgerichtete rote doppelte Wolfshaken. Auf dem Helm der Schild zwischen einem roten und einem goldenen Adlerflug. Die Helmdecken sind rot-golden.

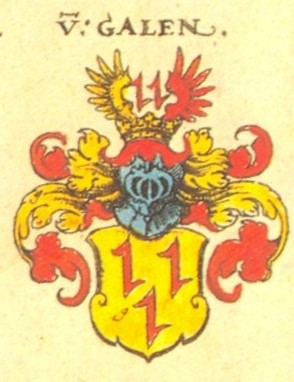
Wappen in Siebmachers Wappenbuch
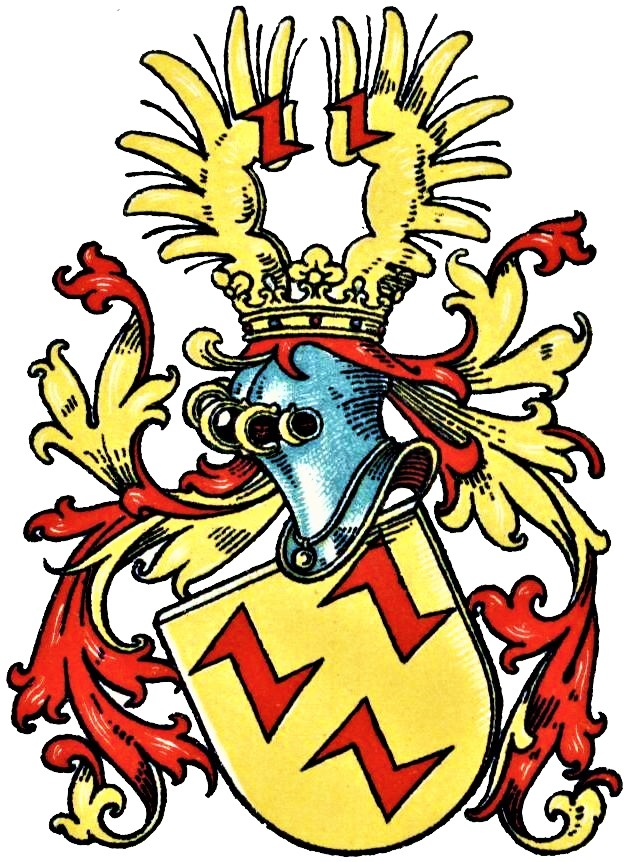
Wappen derer von Galen im Wappenbuch des Westfälischen Adels
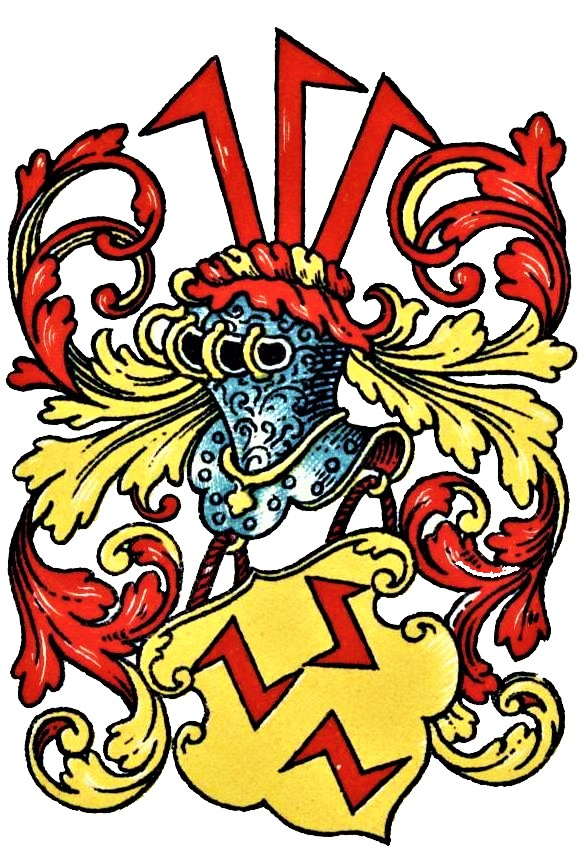
Wappenvariante derer von Galen im Wappenbuch des Westfälischen Adels
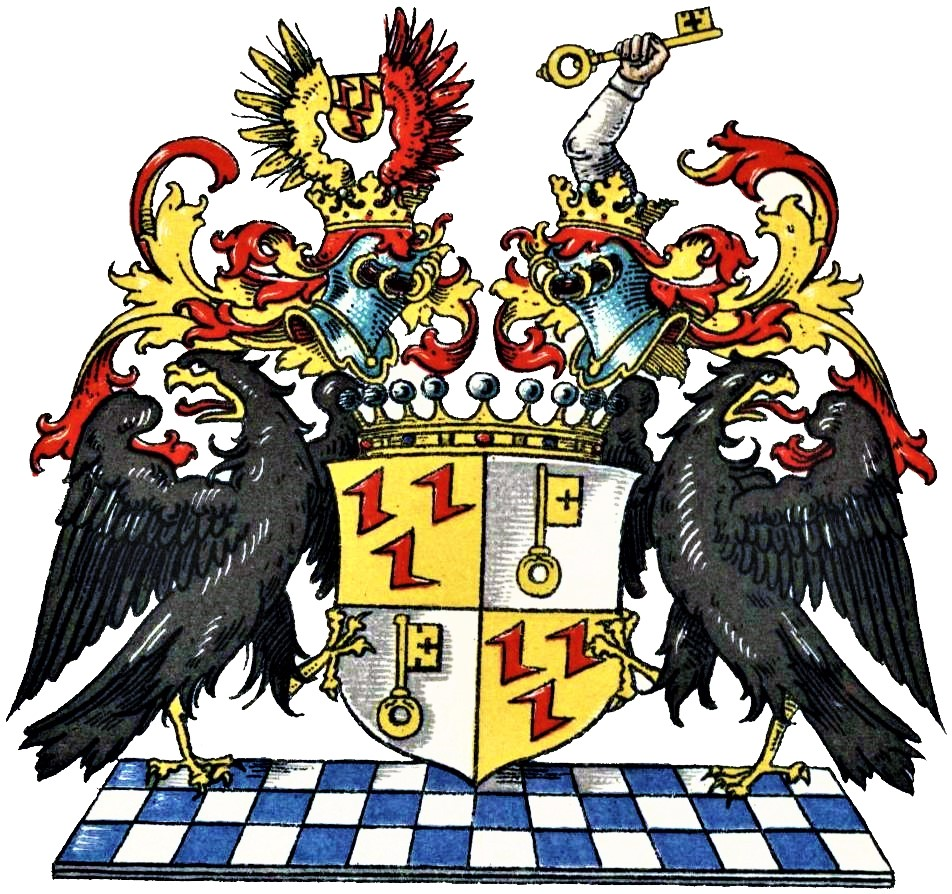
Wappen der Grafen von Galen im Wappenbuch des Westfälischen Adels

### Kreis- und Gemeindewappen
Die Wolfsangel aus dem Wappen der Galen wird auch in Kreis- und Gemeindewappen abgebildet:

Wappen des Landkreises Vechta
Wappen der Stadt Dinklage im Landkreis Vechta
Wappen der ehemaligen Gemeinde Gahlen

## Stammtafel von Rotger von Galen an
1. Rotger III. von Galen (* 1220; † 1251) ⚭ Hadwig
  1. Wessel I. von Galen (* ca. 1250; † 1298)
    1. Rotger IV. von Galen (* 1279; † 1346) ⚭ Heilwig von Vollenspit (* ca. 1290)
      1. Rotger von Galen (* ca. 1310)
      2. Wessel von Galen (* ca. 1312)
        1. Rotger von Galen
          1. Dietrich von Galen ⚭ Angela
            1. Dietrich von Galen ⚭ Grete
              1. Rolef Heinrich von Galen ⚭ Margret von Dücker
                1. Dietrich von Galen

      3. Sander I. von Galen (* 1315; † nach 1368) ⚭ Adelheid von Bickern
        1. Aleid von Galen (* ca. 1335; † nach 1394) ⚭ Dietrich von Gahr (* ca. 1330; † nach 1378)
        2. Rotger V. von Galen (* 1337; † 1417)
        3. Johann von Galen (* 1340) ⚭ Kunigunde von Schwansbell
        4. Sander von Galen (* ca. 1342; ⚭ nach 1433) ⚭ Celie
          1. Sander II. von Galen (* 1388; † 1472) ⚭ Belije von Bodelschwingh (* 1410; † nach 1450)
            1. Rotger VI. von Galen (* 1441; † nach 1487)
              1. Cordula von Galen († 1516) ⚭ Wennemar von Fürstenberg zu Waterlappe
              2. Elisabeth von Galen (* ca. 1460; † nach 1502)

    2. Wessel II. von Galen (* ca. 1283; † 1298)

## Stammtafel von Dietrich von Galen an
1. Dietrich von Galen ⚭ Margareta Vollenspit
  1. Dietrich von Galen († 1592) ⚭ Bernharda von Wulff
    1. Dietrich von Galen (* ca. 1570; † 1645) ⚭ Katharina von Hörde
      1. Johann Heinrich von Galen (* 1609; † 1694, Amtsdroste in Vechta) ⚭ (1) 1643, Anna Droste zu Vischering, ⚭ (2) 1653, Anna Elisabeth von der Recke
        1. Margaretha Anna (* 1644; † 1700), ⚭ Freiherr Hermann Matthias von Velen (1632–1681)
        2. Catharina Elisabeth (* 1646; † 1711), ⚭ Bernhard Dietrich von Büren
        3. Christoph Bernhard (* 1646; † 1647)
        4. Franz Wilhelm von Galen zu Assen (* 1648; † 1716, Droste in Vechta und Erbkämmerer) ⚭ Ursula Helene von Plettenberg
          1. Anna Maria Freiin von Galen (* 1676; † 1734) ⚭ Franz Anton von Landsberg (* 1656; † 1727)
          2. Wilhelm Goswin Anton von Galen (* 1678; † 1710) ⚭ Anna Maria von Ketteler zu Sythen (* 1686; † 1724)[4]
            1. Anna Helena Maria Antonia Josepha von Galen (* 1707; † 1739, ⚭ 1728 Christian Franz Dietrich von Fürstenberg), deren Söhne: Minister Franz von Fürstenberg und Fürstbischof Franz Egon von Fürstenberg.

          3. Friedrich Christian von Galen zu Assen (* 1689; † 1748), Domdechant in Münster[5]
          4. Wilhelm Ferdinand von Galen zu Assen (* 1690; † 1769) ⚭ (1) 1719 Maria Henrica von Fürstenberg zu Herdringen (* 1696; † 1742), ⚭ (2) 1748 Sophie von Merveldt (* 1730; † 1810)
            1. Clemens August Ferdinand von Galen zu Assen (* 1720; † 1747), Kämmerer und Domherr in Münster
            2. Clemens August Josef von Galen zu Assen (* 1748; † 1820), Oberhofmarschall und Droste im Amt Vechta ⚭ (1) 1775 Mechtild Sophia von Twickel zu Havixbeck (1721–1792), ⚭ (2) 1792 Angela Anna Carolina von Ascheberg zu Venne (1773–1806),
              1. Ludovika von Galen (1779–1840, ⚭ Maximilian Frederik Hendrik von Korff gen. Schmising)
              2. Johann Matthias Graf von Galen (* 1800; † 1880) ⚭ Maria Anna Freiin von Ketteler (* 1802; † 1884)
              3. Ferdinand Graf von Galen (* 1803; † 1881), Gesandter und Mitglied im preußischen Herrenhaus ⚭ Anna Isabella von Bocholtz-Asseburg (* 1813; † 1891)
              4. Theresa von Galen (* 1806, ⚭ Caspar Maximilian Droste zu Vischering-Padberg), preußischer Abgeordneter

            3. Ferdinand von Galen zu Assen (* 1750; † 1803), Droste im Amt Meppen und Oberjägermeister
            4. Maria (* 1752; † 1829), (1) ⚭ 8. November 1768 Graf Clemens August von Fürstenberg (1742–1774), (2) ⚭ 15. Mai 1778 Clemens August von Ketteler, deren Sohn Maximilian von Ketteler

          5. Francelina (* 1680), ⚭ Franz Christoph von Hörde zu Störmede
          6. Elisabeth Antonetta († 1715), Kanonisse in Nottuln
          7. Maria Theresia († 1727), Stiftsdame in Nottuln, ⚭ Franz Otto von Weichs

        5. Dietrich Christian (* 1650; † 1658)
        6. Theodora (* 1654, ⚭ Arnold Johann von Vittinghoff-Schell)
        7. Brigitta Clara (* 1656, ⚭ Christoph Heidenreich Droste zu Vischering), deren Sohn Maximilian Heidenreich Droste zu Vischering war Erbdroste
        8. Anna Maria (* 1658; † 1697, ⚭ Freiherr Johann Adolph von Raesfeldt)
        9. Francelina Christine (1662), ⚭ Wilhelm Heinrich von Korff, Sohn Hugo Gottfried Domherr in Osnabrück, Benedikt Matthias Vertreter der Ritterschaft im Landtag
        10. Regina Therese ⚭ Franz Sigismund von Elverfeldt
        11. Christoph Heinrich von Galen (* 1662; † 1731), kaiserlicher Hofrat
        12. Sophia Elisabeth (* 1654; † 1688), ⚭ Freiherr Stephan Theodor von Neuhoff
        13. Ferdinand Benedikt von Galen (* 1665; † 1727), Domscholaster und Geheimrat
        14. Johanna Mechthild (* 1667; † 1694), Kanonisse im Stift Nottuln
        15. Thyka Christina (* 1669; jung †)
        16. Johann Matthias (* 1674; † 1716), Domherr in Münster
        17. Heinrich Ludwig (* 1675; † 1717 in La Valletta), Komtur des Malteser-Ritterordens
        18. Franziska Bernhardine (* 1677; † 1737, ⚭ Heinrich Balduin von Schenck zu Nideggen)
        19. Karl Anton von Galen zu Assen (* 1679; † 1752), Droste im Amt Bocholt und Geheimrat

      2. Christoph Bernhard von Galen (* 1606; † 1678), Bischof von Münster
      3. Hedwig von Galen (* 1623; † 1681), Äbtissin in Borghorst

  2. Heinrich von Galen (* um 1570; † 1622, Domherr in Münster und Propst in der St.-Mauritz-Kirche), Sohn Heinrich * um 1605

## Stammtafel von Johann Matthias Graf von Galen an
1. Johann Matthias von Galen (* 1800; † 1880) ⚭ Maria Anna Freiin von Ketteler (* 1802; † 1884)
  1. Maria Anna Ferdinande Gräfin von Galen (* 1826; † 1909) ⚭ 20. Juli 1850 August Wilhelm Graf von Spee (* 1813; † 1882), Tochter Anna Maria von Spee, ⚭ Franz Xaver von Korff
  2. Friedrich von Galen (* 1828; † 1864), Pfarrer in Lembeck
  3. Ferdinand Heribert Ludwig (* 16. März 1830; † 26. Februar 1831)
  4. Ferdinand Heribert Graf von Galen (* 1831; † 1906), Reichstagsabgeordneter (Zentrum) ⚭ Elisabeth Friederike Reichsgräfin von Spee (* 1842; † 1920), Tochter des August von Spee aus erster Ehe (26. Februar 1840 mit Franziska von Brühl)
    1. Elisabeth von Galen (* 1862; † 1870)
    2. Maria Anna von Galen (* 1863; † 1930)
    3. Friedrich Mathias von Galen (* 1865; † 1918) ⚭ Freiin Paula von Wendt (* 1873; † 1959)
      1. Maria Elisabeth von Galen (* 1895; † 1974)

    4. August von Galen (* 1866; † 1912) ⚭ Levina Gräfin von Korff gen. Schmising (* 1867; † 1941)
      1. Ferdinand-Josef von Galen (* 1898; † 1918)
      2. Elisabeth von Galen (* 1899; † 1992) ⚭ Anton Baron von Salis-Soglio (* 1892; † 1970)
      3. Maria Maximiliana von Galen (* 1901; † 1996) ⚭ Clemens-August Graf von Korff genannt Schmising (* 1898; † 1966)
      4. Helene von Galen (* 1903; † 1987) ⚭ Klemens Graf von Korff genannt Schmising-Kerssenbrock (* 1899; † 1945)
      5. Christoph Bernhard Graf von Galen (* 1907; † 2002), Päpstlicher Geheimkämmerer ⚭ Marie-Sophie Reichsgräfin Kinsky von Wchinitz und Tettau (* 1909; † 1992)
        1. Pauline Gräfin von Galen (* 1932) ⚭ Friedrich Graf von und zu Trautmannsdorff-Weinsberg (* 1926)
        2. Hedwig Gräfin von Galen (* 1934) ⚭ Rudolf von Longueval Graf de Bouqouy (* 1927; † 1995)
        3. Ferdinand Joseph Graf von Galen (* 1935 † 2022) ⚭ Anita Hengst (* 1936)
          1. Ferdinand Otto Graf von Galen (* 1974)

        4. Johanna Gräfin von Galen (* 1936; † 2016) ⚭ Clemens Graf von Westphalen (* 1927; † 2014)
        5. Maria Theresia Gräfin von Galen (* 1938) ⚭ (1) Marc-Antoine Comte d’Oultremont (* 1927; † 2005) ⚭ (2) Godehard Maximilian Clemens Albertus Antonius Joseph Maria Graf von und zu Hoensbroech (* 1936)
        6. Ludmila Gräfin von Galen (* 1939) ⚭ Heinrich Maria Erzherzog von Österreich (* 1925)

      6. Maria Magdalena von Galen (* 1908; † 1980) ⚭ Herbert Baron von Canstein (* 1902; † 1945)

    5. Maria Franziska von Galen (* 1867)
    6. Maria von Galen (* 1869; † 1876)
    7. Wilhelm Emanuel von Galen (* 1870; † 1949), Benediktinermönch und Priester
    8. Gertrude Agnes von Galen (* 1872; † 1943) ⚭ Conrad Freiherr von Wendt (* 1872; † 1945)
    9. Joseph von Galen (* 1873; † 1876)
    10. Paula Antonia Helena von Galen (* 1876; † 1923)
    11. Clemens August Graf von Galen (* 1878; † 1946), Bischof von Münster und Kardinal, 2005 seliggesprochen
    12. Franz Joseph von Galen (* 1879; † 1961), Landtagsabgeordneter ⚭ Antonia Freiin von Weichs zur Wenne (* 1885; † 1973)
      1. Elisabeth von Galen (* 1908; † 1908)
      2. Mariaschnee von Galen (* 1909; † 2002) ⚭ Maximilian Freiherr von Boeselager (* 1907; † 1945)
      3. Franz Joseph von Galen (* 1911; † 1945) ⚭ Margarete von Galen (* 1908; † 2000)
      4. Georg von Galen (* 1912; † 1992) ⚭ Hildegard von Chappuis (* 1908; † 1998)
        1. Friedrich-Alexander von Galen (* 1941; † 2007) ⚭ Edith Hermann (* 1938)
          1. Renate von Galen (* 1973)
          2. Alexander von Galen (* 1976)
          3. Daniele von Galen (* 1978)

        2. Adelheid von Galen (* 1942)
        3. Hubertus von Galen (* 1944) ⚭ Christine Kleine (* 1953)
          1. Monika von Galen (* 1976)
          2. Georg von Galen (* 1977)

        4. Stefan von Galen (* 1945; † 2017) ⚭ Magda Kessler (* 1952)
          1. Steve von Galen (* 1977)
          2. Laurence von Galen (* 1980)

      5. Christoph Bernhard von Galen (* 1914; † 2002) ⚭ Marie-Elisabeth Gräfin von Bredow (* 1930; † 1995)
        1. Miguel von Galen (* 1953)
        2. Gabriela von Galen (* 1955) ⚭ Fritz Brandt
        3. Rafaela von Galen (* 1964)

      6. Friedrich Matthias Franz von Galen (* 1919; † 1926)
      7. Ferdinand von Galen (* 1921; † 1921)
      8. Matthias Bernhard von Galen (* 1922; † 1944)
      9. Wilhelm Clemens von Galen (* 1923; † 1957)
      10. Clemens-August von Galen (* 1925; † 1945)

  5. Maximilian Gereon Graf von Galen (* 1832; † 1908), Weihbischof
  6. Franziska von Galen (* 1833; † 1842)
  7. Wilderich von Galen (* 1835; † 1922) ⚭ Antonia Freiin von Weichs zur Wenne (* 1850; † 1927)
    1. Wilhelm Emanuel von Galen (* 1877; † 1950), Landtagsabgeordneter ⚭ Gabriele von Beroldingen (* 1883; † 1958)
      1. Wilderich von Galen (* 1913; † 1967) ⚭ Freiin Huberta von Schorlemer (* 1915; † 2016)
        1. Franz Heinrich von Galen (* 1946; † 1997) ⚭ Ina Rabius
        2. Octavie von Galen (* 1948) ⚭ Johann Rudolf van Lengerich (* 1944), Jurist
        3. Gabriele von Galen (* 1949) ⚭ Eckehard von Schierstaedt
        4. Huberta von Galen (* 1951)
        5. Luitwin von Galen (* 1952) ⚭ Elisabeth Brakel
        6. Michael von Galen (* 1954; † 1997) ⚭ Margarete von Wedel

      2. Franz-Heinrich von Galen (* 1915; † 1940)
      3. Johannes-Dietrich von Galen (* 1926; † 1981)

    2. Joseph von Galen (* 1879; † 1953) ⚭ Maria Gräfin de Marchant et d’Ansembourg (* 1885; † 1952)
      1. Brigitta von Galen (* 1920; † 2008)
      2. Ida von Galen (* 1921; † 1998)
      3. Roswitha von Galen (* 1922; † 2005)
      4. Adelheid von Galen (* 1924; † 2020)
      5. Wilderike von Galen (* 1927)
      6. Gertrud von Galen (* 1928; † 2020)

    3. Maria Theresia von Galen (* 1880; † 1962)
    4. Helene von Galen (* 1885; † 1975)
    5. Elisabeth von Galen (* 1887; † 1962)
    6. Maximilian von Galen (* 1892; † 1960) ⚭ (1) Margarete zu Hohenlohe-Schillingsfürst (* 1894; † 1940) ⚭ (2) Louisanne von und zu Liechtenstein (* 1907, † 1994)
      1. Elisabeth von Galen (* 1922)
      2. Eberhardt von Galen (* 1926; † 2000) ⚭ Freiin Monika Pia Droste zu Senden (* 1929)

  8. Helene von Galen (* 1837; † 1917) ⚭ Clemens Heidenreich Droste zu Vischering (* 1832; † 1923, Reichstagsabgeordneter), deren Tochter Maria Droste zu Vischering wurde am 1. November 1975 seliggesprochen
  9. Paul von Galen (* 1839; † 1919) ⚭ Amalie Freiin von Hornstein-Bussmannshausen (* 1853; † 1944)
    1. Maria Ida von Galen (* 1881; † 1976) ⚭ Freiherr Clemens von Weichs zur Wenne (* 1879; † 1966)
    2. Christoph Bernard von Galen (* 1885; † 1973) ⚭ Maria Gräfin von Seilern und Aspang (* 1895; † 1960)
      1. Paul von Galen (* 1922; † 1944)
      2. Johannes von Galen (* 1923; † 1945)
      3. Ladislaus von Galen (* 1927; † 2014) ⚭ Theresia Maria Schumacher (* 1929)
        1. Elisabeth von Galen (* 1951) ⚭ Graf Franz Strachwitz von Groß Zauche und Camminetz (* 1939)

  10. Clemens-August von Galen (* 1841; † 1908) ⚭ Hella von Olfers (* 1846; † 1924)
  11. Christoph Bernhard von Galen (* 1844; † 1895), Dechant in Dülmen
  12. Klementine von Galen (* 1846; † 1924)
  13. Lore von Galen (* 1943;)
  14. Hubert von Galen (* 1849; † 1931) ⚭ Therese Gräfin von Bocholtz-Asseburg (* 1846; † 1913), erwirbt 1874 das Schloss Goldegg (Salzburg)

## Weitere Namensträger
- Jobst von Galen († 1575), Domherr in Münster, Hildesheim und Mainz
- Heinrich von Galen († 1557), Landmeister von Livland
- Heinrich von Galen († 1622), Domherr in Münster
- Hermann von Galen (1623–1674), Domherr in Münster und Amtsherr in Lüdinghausen
- Christoph Heinrich von Galen zu Assen (1662–1731), kaiserlicher Reichshofrat, Domherr in Münster
- Ferdinand Benedikt von Galen zu Assen (1665–1727), Geheimrat, Domherr in Mainz und Münster
- Karl Anton von Galen zu Assen (1679–1752), Drost in Bocholt und Domherr in Münster
- Johann Matthias von Galen zu Assen (1674–1716), Domherr in Münster und Osnabrück
- Friedrich Christian von Galen zu Assen (1689–1748), Domdechant in Münster
- Franz Heinrich Christian von Galen zu Assen (1679–1712), Domherr in Münster, Osnabrück und Worms
- Clemens August Ferdinand von Galen zu Assen (1720–1747), Kämmerer und Domherr in Münster und Minden
- Clemens August Josef von Galen zu Assen (1748–1820), Hofmarschall und Domherr in Münster und Osnabrück
- Johan van Galen (* 1604; † 1653), Kapitän und niederländischer Geschwaderkommandeur